# Dulhipur
Dulhipur é uma vila no distrito de Chandauli, no estado indiano de Uttar Pradesh.

## Demografia
Segundo o censo de 2001, Dulhipur tinha uma população de 7744 habitantes. Os indivíduos do sexo masculino constituem 51% da população e os do sexo feminino 49%. Dulhipur tem uma taxa de literacia de 34%, inferior à média nacional de 59.5%: a literacia no sexo masculino é de 42% e no sexo feminino é de 26%. Em Dulhipur, 19% da população está abaixo dos 6 anos de idade.